# Șkurativți, Muncaci
Șkurativți (în ucraineană Шкуратівці) este un sat în comuna Kalnîk din raionul Muncaci, regiunea Transcarpatia, Ucraina.

## Demografie
Componența lingvistică a localității Șkurativți
     Ucraineană (100%)
Conform recensământului din 2001, toată populația localității Șkurativți era vorbitoare de ucraineană (100%).